# لزلی هانت
 لزلی هانت (انگلیسی: Lesley Hunt؛ زاده ۲۹ مهٔ ۱۹۵۰) یک تنیس‌باز اهل استرالیا است.